# 須花トンネル
須花トンネル（すばなトンネル）は、栃木県足利市名草中町と栃木県佐野市下彦間町を結ぶ栃木県道208号飛駒足利線に位置するトンネルである。

## 歴史
須花トンネルは3つあり、完成した時代から昭和・大正・明治トンネル。もしくは、新・旧・旧々トンネルと呼ばれる。開通以前は足利市方面と佐野市方面の交通は須花峠越えしか無く、3つの村を統括する連合戸長であった田島茂平により掘削が開始された。田島は家財を擲ってまで単身掘り進んでいたが、それを見た下彦間村や足利町の村民が自発的に協力する様になり、1881年（明治14年）労働者61名により本格的な工事が開始された。足利町と下彦間村双方から掘り進められ、当初3年で貫通すると計画されていたが、5年経過しても貫通せず、資金が底をついたことで労働者は次々と離れ、残された田島を含む3名により工事が継続された。その後、2名も病気や怪我で脱落し、家庭を顧みず邁進したため、嫁に家出されながらも田島のみで最終的に8年掛け貫通に漕ぎ付けている。完成したトンネルは地域の発展に大きく貢献し、田島茂平の功績を称え、1892年（明治25年）トンネル内の排水溝と木枠が整備された。
その後、交通の要衝であることが認められたことで大正トンネルが整備され、昭和40年代に入り、モータリゼーションの発達により大正トンネルは狭小となり、車両が大型化したことで支障をきたし、昭和トンネルが計画された。昭和トンネル完成により大正トンネルは旧道となり、歩行者自転車用トンネルとして使用された後に封鎖された。明治、大正トンネルは崩落の危険性があるため封鎖されており、明治トンネルは比較的低い木の柵があるのみだが、大正トンネルは金網で入口が厳重に塞がれている。
2009年、公益社団法人土木学会により、明治トンネルと大正トンネルは選奨土木遺産に認定された。

## 詳細
明治トンネル
1881年（明治14年）着工、1889年（明治22年）1月竣工。1892年（明治25年）坑内の排水溝と木枠の工事が完成。全長117m、幅約3.6m、素掘り。
大正トンネル
1917年（大正6年）竣工。全長83m、幅約3.6m、高さ3.4m、煉瓦アーチ式。
昭和トンネル
1976年（昭和51年）起工、1980年（昭和55年）竣工。全長157.5m、幅7.0m、コンクリート造

## 付近
- 須花湿原
- 須花峠
- 名草山
- 須花公園

## 交通
- 佐野市生活路線バス（飛駒線）峠・峠下
- JR東日本両毛線 足利駅
- 東武佐野線 田沼駅・多田駅